# La Bossa
La Bossa és una masia de la Vall de Bianya (Garrotxa) inclosa a l'Inventari del Patrimoni Arquitectònic de Catalunya. La seva arquitectura demostra que possiblement el seu origen fou de casal fort. El casal va tenir al costat del riu un molí propi que rep el nom de Bossa de Baix.

## Descripció
El casal de La Bossa formava part de l'antic veïnat presidit per l'església de Sant Pere del Puig. Està situat dalt d'un pujolet i és de planta quadrada i teulat a quatre aigües. Va ser bastit amb pedra menuda, llevat d'alguns cantoners. Disposa de baixos (per acollir-hi el bestiar, amb petites finestres o espieres per la ventilació), pis d'habitatge (amb nombroses finestres d'arc de llibre, moltes de les quals avui estan tapiades; a la façana de migdia veiem un balcó central i una finestra a cada costat) i golfes (amb galeria al costat de l'est, formada per cinc arcs rebaixats, sostinguts per pilars de base rectangular). Formen part del conjunt algunes pallisses, cabanes i l'era; per accedir a la darrera hi ha un pas voltat, exprés pels carros.